# Vuadens
Vuadens is een gemeente en plaats in het Zwitserse kanton Fribourg, en maakt deel uit van het district Gruyère.
Vuadens telt 2.317 inwoners.